# Maud de Lacy, condesa de Hertford
Maud de Lacy (25 de enero de 1223-10 de marzo de 1289) fue una noble inglesa. Fue la hija mayor de John de Lacy y esposa de Richard de Clare, conde de Hertford y Gloucester. 
Su personalidad fue descrita "altamente competitiva y algo amargada". Ella era conocida como una de las mujeres más litigiosas del siglo XIII por estar involucrada en numerosos pleitos con sus arrendatarios, vecinos, y parientes, incluyendo su propio hijo. La escritora Linda Elizabeth Mitchell, en Portraits of Medieval Women: Family, Marriage, and Politics in England 1225-1350, afirma que la vida de Moud ha recibido una «considerable atención de los historiadores».
Maud fue, en virtud de su matrimonio, condesa Hertford y Gloucester. Aunque su madre, Margaret de Quincy, era condesa suo jure Lincoln, este estilo nunca pasó a Maud ya que el heredero de esta era Henry de Lacy, hijo del difunto hermano de Maud, Edmund de Lacy, barón Pontefract.
Su hijo mayor era Gilbert de Clare, VI conde de Hertford, VII conde de Gloucester, un poderoso noble en los reinados de Enrique III de Inglaterra y Eduardo I.

## Familia
Maud de Lacy nació el 25 de enero de 1223 en Lincoln, Lincolnshire, Inglaterra, hija mayor de John de Lacy, II conde de Lincoln, uno de los fiadores de la Magna Carta y Margaret de Quincy, II condesa de Lincoln suo jure.
Maud tenía un hermano menor Edmund de Lacy, barón de Pontefract, casado en 1247 con Alasia de Saluzzo, con quien tuvo tres hijos. 
Su abuelo fue Roger de Lacy, barón de Pontefract y Maud de Clere, y su abuela materna fue Robert de Quincy y Hawise de Chester, I condesa de Lincoln suo jure.
Maud y su madre, Margaret, nunca fueron cercanas; de hecho, la relación era descrita como tensa. Durante el matrimonio de Maud, la única interacción su madre fueron peleas respecto a las finanzas, pertenecientes a las propiedades considerables de la familia Marshal que Margaret poseía y controlada debido a su segundo matrimonio con Walter Marshal, V conde de Pembroke el 6 de enero de 1242, dos años después de la muerte del padre de Maus, John de Lacy, en 1240. A pesar de su pobre relación entre ellas, Maud estaba fuertemente influenciada por su madre.
El hecho de que su madre prefiriera a su nieto, Henry, sobre Maud, no ayudó a la relación. Henry, quien estaba bajo la custodia de su madre,  fue hecho su heredero, y posteriormente le sucedió en el condado de Lincoln.

## Condesa de Gloucester
El 25 de enero de 1238, en su decimoquinto cumpleaños, Maud se casó con Richard de Clare, V conde de Hertford, y VI conde de Gloucester, hijo de Gilbert de Clare, IV conde de Hertford, V conde de Gloucester, e Isabel Marshal. Maud fue su segundo esposa; su primer matrimonio con Megotta de Burgh, el cual era clandestino, terminó en anulación. Incluso antes de esta anulación, los condes de Lincoln pagaron 5.000 libras a Enrique III para que consintiera el matrimonio de Maud y Richard. El rey concedió la dote, consistente en el castillo de Usk, la mansión de Clere, y otras tierras y mansiones.
Durante su matrimonio, su posición como esposa de uno de los nobles más importantes del siglo XIII fue reducida por su madre, y la posición de esta como administradora de un tercio de la herencia de los Marshal y sus títulos de condesa de Lincoln y condesa viuda de Pembroke.
Richard siendo heredero de una quinta parte del condado de Pembroke, era también el was also the guarantor of his mother-in-law's dowry.
Sobre 1249/1950, Maud estuvo de acuerdo en acceder a Naseby en Northamptonshire, que había formado parte considerable de su maritagium [porción matrimonial], a la sobrina de su marido, Isabella, y su marido, William de Forz, IV conde de Albemarle como parte de su propio maritagium. Años después, tras las muertes de sus maridos, Maud demandó a Isabella por la propiedad, diciendo que había sido transferida contra su voluntad. Isabella, en cualquier caso, pudo mostrar el quirógrafo dónde mostraba la participación de Maud en la redacción del documento; esto de acuerdo al derecho anglosajón implicaba el consentimiento de Maud, y que esta era "culpable por litigar con falso reclamo".

### Descendencia
- Isabel de Clare (c. 1240-1270); casada con Guillermo VII de Montferrato. Tuvo una única hija, Margarita de Montferrato.
- Gilbert de Clare, sucesor de su padre (2 de septiembre de 1243-7 de diciembre de 1295).
- Thomas de Clare (c. 1245-1287); señor de Thomond en 1277; casado con Juliana FitzGerald.
- Bogo de Clare (c. 1248-1294).
- Margaret de Clare (c. 1250-1312); casada con Edmundo de Cornualles.
- Rohese de Clare (c. 1252); m. Roger de Mowbray, I Barón Mowbray.
- Eglentina de Clare (m. 1257); muerta en la infancia.

## Viudez

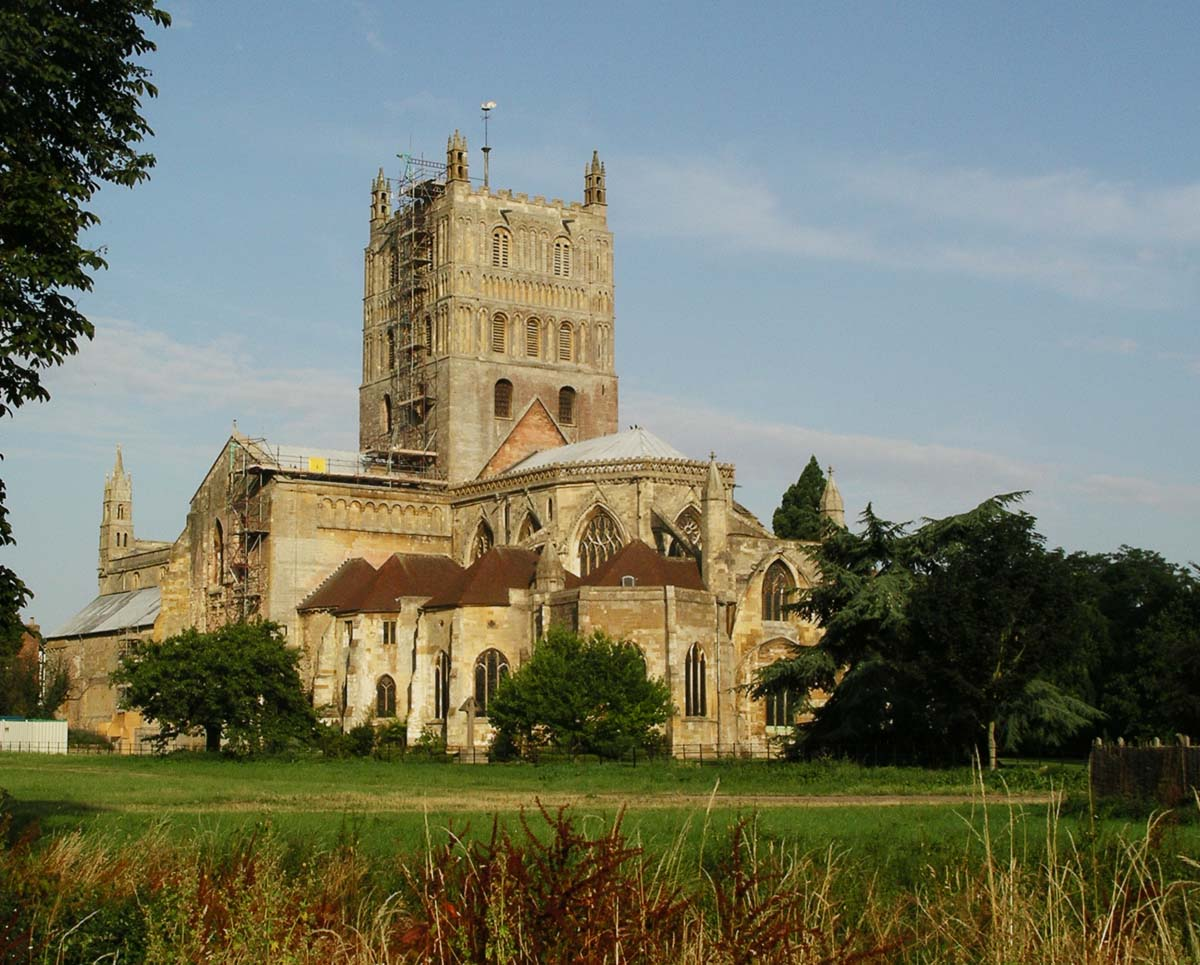
Abadía de Tewkesbury, donde Maud mandó realizar una tumba para su marido Richard.

El 15 de julio de 1262, su marido murió cerca de Canterbury. Maud diseñó e inspeccionó una magnífica tumba para él en la abadía de Tewkesbury para señalar el lugar de entierro a su marido. Ella también donó la mansión de Sydinghowe al "Priorato de Leigh" (i.e. Canonsleigh Abbey, Devon) por el alma de Richard, anteriormente su marido, conde de Gloucester y Hertford según una carta fechada en 1280. Su hijo mayor Gilbert sucedió a Richard como conde de Hertford y Gloucester. Aunque Maud arregló cuidadosamente los matrimonios de sus hijas, la decisión de los matrimonios de sus hijos pertenecía al rey.
Ella se vio envuelta involucrada en numerosos pleitos con sus arrendatarios, vecinos, y parientes, incluyendo su propio hijo Gilbert, quien la demandó para limitar su dote. En veintisiete años de viudedad Maud llevó treinta y tres demandas a las cortes centrales; and she herself was sued a total of 44 times. Como resultado, es conocida como una de las mujeres más litigiosas del siglo XIII. Ella creó muchos lugares religiosos, incluyendo el benedictino Priorato de Stoke-by-Clare, Suffolk (restablecido en 1124  por Richard de Clare, I conde de Hertford habiendo sido trasladado el castillo de Clare)  y la abadía de Canonsleigh, Devon, restablecido como convento. Ella promovió también la carrera de su hijo, Bogo, e hizo para alentar sus ambiciones y adquisiciones. Ella fue en gran parte responsable de muchos de los benificios que le otorgaron, que le hicieron el eclesiástico más rico del período. Aunque no era una heredera, Maud era una de las viudas más ricas del siglo XIII en Inglaterra.
Maud murió en algún momento entre 1287 y el 10 de marzo de 1288/9.